# Gege
Gege – inkhundla w dystrykcie Shiselweni w Królestwie Eswatini.
Według spisu powszechnego ludności z 2007 roku, Gege miało powierzchnię 559 km² i zamieszkiwało je 18 196 mieszkańców. Dzieci i młodzież w wieku do 14 lat stanowiły ponad połowę populacji (9643 osoby). W całym inkhundla znajdowało się wówczas dwanaście szkół podstawowych i trzy placówki medyczne.
W 2007 roku Gege dzieliło się na dziesięć imiphakatsi: Emhlahlweni, Emjikelweni, Endzingeni, Ensukazi, Kadinga, Katsambekwako, Mgazini, Mgomfelweni, Mlindazwe i Sisingeni. W 2020 roku Gege składało się z jedenastu imiphakatsi: Dilini, Kadinga, Katsambekwako, Mashobeni Południowe, Mhlahlweni, Mlindazwe, Nshamanti, Nsukazi, Sidwala, Sisingeni i Siyendle/Mjikijelweni. Przedstawicielem inkhundla w Izbie Zgromadzeń Eswatini był wówczas Musa Kunene.